# Juan Carlos Barcala
Juan Carlos Barcala Sanromán est un joueur espagnol de volley-ball né le 25 janvier 1984 à Cadix (province de Cadix). Il mesure 2,02 m et joue attaquant. Il totalise plus de 28 sélections en équipe d'Espagne.

## Clubs
| Club                  | De        | À         |
| --------------------- | --------- | --------- |
| Unicaja Almería       | 2002-2003 | 2003-2004 |
| Club Voleibol 7 islas | 2004-2005 | 2006-2007 |
| Club Voleibol Pòrtol  | 2007-2008 | 2007-2008 |
| Unicaja Almería       | 2008-2009 | 2008-2009 |
| Pallavolo Padoue      | 2009-2010 | déc 2010  |
| VC Lennik             | jan 2011  | mai 2011  |
| Club Voleibol Teruel  | 2011-2012 | ...       |

## Palmarès

### Club et équipe nationale
- Championnat d'Europe (1)
  - Vainqueur : 2007
- Ligue européenne (1)
  - Vainqueur : 2007
- Championnat d'Espagne (4)
  - Vainqueur : 2003, 2004, 2008, 2012
  - Finaliste : 2013
- Coupe du Roi (3)
  - Vainqueur : 2009, 2012, 2013
- Supercoupe du Roi (4)
  - Vainqueur : 2003, 2008, 2012, 2013

### Distinctions individuelles
- Meilleur joueur de la saison régulière du championnat d'Espagne en 2013
- Meilleur joueur de la Coupe du Roi en 2009 et en 2013